# Útfüggőség
Az útfüggőség a pozitív visszacsatolású összetett dinamikus rendszerek egyik jellegzetes viselkedési formája, mely arra a megfigyelhető jelenségre utal, hogy az ilyen rendszerek működésének korai szakaszában fellépő apró, lényegében jelentéktelen és véletlenszerű események alapvetően határozzák meg a rendszer végső állapotát még akkor is, ha kezdetben az összes lehetséges végső állapot valószínűsége egyenlő.

## Példák
Egy szemléletes példa a vízválasztó felett képződő két esőcsepp története lehet. Mindkettő pontosan a vízválasztó felett keletkezik, de a cseppek hullása során az egyik kissé nagyobb lökést kap egy enyhe fuvallattól, és kétszáz méterrel később a másiktól néhány milliméternyire esik a földre, s ennek következtében idővel a Csendes-óceán helyett az Atlanti-óceánba jut. E jelentéktelennek ítélhető fuvallat hatása ezer mérföldes különbséget okozott a cseppek végső állapotában.
Más példákként említhetőek azok a történetek, amik leírják, hogy az órák miért járnak az „óramutató járásával egyező irányban”, vagy hogy a legtöbb országban miért vezetnek az út jobb oldalán, és miért van az, hogy a világ gyémántkereskedelmének túlnyomó többsége New York 47. utcájának nyugati részén történik. Hasonlóképpen: hogy lehet az, hogy a várakozással ellentétben a világ legtöbb írógépe a hatékonytalannak tartott QWERTY billentyűzetet használja? Microsoft Windows operációs rendszere és az Intel chip páros csaknem egyeduralmat élvez a sokkal jobbnak értékelt más rendszerek helyett. Az útfüggőség ad kielégítő magyarázatot olyan kérdésekre is, mint hogy miért gazdagodnak a gazdagok a szegények rovására, akik többnyire csak szegényednek, vagy hogy lehet az, hogy tudatlan hangyák vagy méhek elképesztően fejlett társadalmi életet élnek, illetve hogy hogyan alakultak ki a városok a várostervezők fellépése előtt. Voltaképpen ki döntötte el, hogy a Fő utca ne mellékutca legyen? Hogyan alakult ki az, hogy a világ legtöbb vasútvonala 1435 mm-es síntávolságot használ? – E példák közös pontja az útfüggőség.

## Az útfüggőség lényege
Az útfüggőség tehát olyan jelenség, mely a rendszerek fejlődését írja le. Lényege, hogy a pozitív visszacsatolású rendszerekben az alapvetően véletlenszerű események nem véletlenszerű fejlődést hoznak létre, hanem egyre meghatározottabb úton („kerékvágásban”) haladnak. Statisztikailag megállapítható, hogy az ilyen rendszerek az első 500 esemény (választás, döntés) után a végső állapot 90%-át elérik. (Egy társadalmi forradalom során például ez a szint már a második héten elérhető!)

## A gyakorlatban
E jelenség gyakorlati jelentősége korunkban rohamosan növekszik. Mivel a pozitív visszacsatolás, a növekedés motorja központi jelentőségű, az útfüggőség életünk számos területét befolyásolja.
Ennek megfelelően a modern szervezeti vezetéselméletek egyre fokozottabb hangsúlyt helyeznek a szervezeti rugalmasságra, azaz a piaci igények változásait követni tudó szervezeti változási képességre. A „változás” egyfajta kulcsszónak tűnik a modern vállalati vezetés köreiben annak ellenére, hogy a változás maga nem jelent meghatározott irányt. Minthogy a változás egyaránt lehet pozitív vagy negatív, azt gondolhatnánk, hogy a „változás” szó nem alkalmas a kívánt képesség megnevezésére, hiszen a szervezetnek nem „változnia” kell, hanem „javulnia” vagy „fejlődnie” – a változás iránya ugyanolyan fontosnak tűnhet, mint a változás maga.
A modern szervezeti vezetéselméleti kutatások azonban arra a felismerésre vezetnek, hogy az egyre gyorsuló üzleti versengés környezetében a kívánatos változás nem mindig becsülhető meg hosszú távon, és a szervezeti kultúra változtatásának üteme nagyságrendekkel lemarad a piaci változások üteme mögött. Emiatt a jelenlegi stratégia a szervezet rugalmasságára helyezi a hangsúlyt, egy adott szervezeti kultúra kialakítása helyett. Jobban mondva a kívánatos kultúra fő jellemvonása többé nem a szervezeti identitás magáévá tétele (mint azt például az IBM hőskorában megfigyelhettük), hanem az alkalmazkodási képesség kifejlesztése.
Napjainkban a változásra képtelen, megállapodott (begyepesedett) vezető értéke a szervezet számára lényegesen lecsökken, olyannyira, hogy egy értelmes fiatal versenyképessége alá értékelődhet, még a tapasztalatszerzés költségei ellenére is. Ez a gondolat húzódik meg amögött, hogy nagyobb szervezetek látszólag „gondolkodás nélkül” áldozzák fel a hosszú tapasztalattal rendelkező munkatársaikat tapasztalatlan, az iskolából frissen kikerülő „zöldfülűekért”.

## A Pólya-folyamat
Az útfüggőség egyszerű matematikai modelljét Pólya György (1887–1985) fejlesztette ki.
Példájában fehér és fekete golyót helyezett egy tálba oly módon, hogy a tálból véletlenszerűen kiválasztott golyó színének megfelelő golyót dobott a tálba. Ezzel a módszerrel biztosította, hogy az újonnan adott golyók a tálban lévők színeloszlását képviseljék, azaz ezzel modellezte a rendszer pozitív visszacsatolását.
Tegyük fel, hogy egy fekete és egy fehér golyóval a tálban kezdünk. Csukott szemmel kiveszünk egy golyót, és a színének megfelelően kettőt helyezünk vissza. Ha fekete golyót vettünk ki, akkor két feketét teszünk vissza. Most két fekete és egy fehér van a tálban. Ezt a módszert követve a tálban lévő golyók színösszetétele idővel egy adott értékhez konvergál – meglehetősen gyorsan.